# Jessie J/Diskografie
Diese Diskografie ist eine Übersicht über die musikalischen Werke der britischen Popsängerin Jessie J. Den Quellenangaben und Schallplattenauszeichnungen zufolge hat sie bisher mehr als 54,3 Millionen Tonträger verkauft, davon alleine in ihrer Heimat über 12,3 Millionen. Ihre erfolgreichste Veröffentlichung ist die Autorenbeteiligung Party in the U.S.A. mit über 18,1 Millionen verkauften Einheiten.

## Alben

### Studioalben
| Jahr | Titel Musiklabel                | Höchstplatzierung, Gesamtwochen, AuszeichnungChartplatzierungen (Jahr, Titel, Musiklabel, Platzierungen, Wochen, Auszeichnungen, Anmerkungen) | Höchstplatzierung, Gesamtwochen, AuszeichnungChartplatzierungen (Jahr, Titel, Musiklabel, Platzierungen, Wochen, Auszeichnungen, Anmerkungen) | Höchstplatzierung, Gesamtwochen, AuszeichnungChartplatzierungen (Jahr, Titel, Musiklabel, Platzierungen, Wochen, Auszeichnungen, Anmerkungen) | Höchstplatzierung, Gesamtwochen, AuszeichnungChartplatzierungen (Jahr, Titel, Musiklabel, Platzierungen, Wochen, Auszeichnungen, Anmerkungen) | Höchstplatzierung, Gesamtwochen, AuszeichnungChartplatzierungen (Jahr, Titel, Musiklabel, Platzierungen, Wochen, Auszeichnungen, Anmerkungen) | Anmerkungen                                                  |
| Jahr | Titel Musiklabel                | DE | AT | CH | UK | US | Anmerkungen                                                  |
| ---- | ------------------------------- | --- | --- | --- | --- | --- | ------------------------------------------------------------ |
| 2011 | Who You Are Lava Records (UMG)  | DE18 Gold · (14 Wo.)DE | AT22 (5 Wo.)AT | CH30 (32 Wo.)CH | UK2 ×4Vierfachplatin · (103 Wo.)UK | US11 Platin · (18 Wo.)US | Erstveröffentlichung: 25. Februar 2011 Verkäufe: + 2.660.000 |
| 2013 | Alive Lava Records (UMG)        | DE35 (2 Wo.)DE | AT36 (1 Wo.)AT | CH15 (3 Wo.)CH | UK3 Gold · (18 Wo.)UK | — | Erstveröffentlichung: 20. September 2013 Verkäufe: + 100.000 |
| 2014 | Sweet Talker Lava Records (UMG) | DE25 (3 Wo.)DE | AT25 (1 Wo.)AT | CH12 (6 Wo.)CH | UK5 Gold · (16 Wo.)UK | US10 (31 Wo.)US | Erstveröffentlichung: 10. Oktober 2014 Verkäufe: + 140.000   |
| 2018 | R.O.S.E. Lava Records (UMG)     | — | — | — | — | — | Erstveröffentlichung: 22. Mai – 25. Mai 2018                 |

### Weihnachtsalben
| Jahr | Titel Musiklabel                      | Anmerkungen                            |
| ---- | ------------------------------------- | -------------------------------------- |
| 2018 | This Christmas Day Lave Records (UMG) | Erstveröffentlichung: 26. Oktober 2018 |

## Singles

### Als Leadmusikerin
| Jahr | Titel Album                                                      | Höchstplatzierung, Gesamtwochen, AuszeichnungChartplatzierungen (Jahr, Titel, Album, Platzierungen, Wochen, Auszeichnungen, Anmerkungen) | Höchstplatzierung, Gesamtwochen, AuszeichnungChartplatzierungen (Jahr, Titel, Album, Platzierungen, Wochen, Auszeichnungen, Anmerkungen) | Höchstplatzierung, Gesamtwochen, AuszeichnungChartplatzierungen (Jahr, Titel, Album, Platzierungen, Wochen, Auszeichnungen, Anmerkungen) | Höchstplatzierung, Gesamtwochen, AuszeichnungChartplatzierungen (Jahr, Titel, Album, Platzierungen, Wochen, Auszeichnungen, Anmerkungen) | Höchstplatzierung, Gesamtwochen, AuszeichnungChartplatzierungen (Jahr, Titel, Album, Platzierungen, Wochen, Auszeichnungen, Anmerkungen) | Anmerkungen                                                                                     |
| Jahr | Titel Album                                                      | DE | AT | CH | UK | US | Anmerkungen                                                                                     |
| --- | ---------------------------------------------------------------- | --- | --- | --- | --- | --- | ----------------------------------------------------------------------------------------------- |
| 2010 | Do It Like a Dude Who You Are                                    | DE41 (10 Wo.)DE | AT62 (3 Wo.)AT | — | UK2 Platin · (31 Wo.)UK | — | Erstveröffentlichung: 18. November 2010 Verkäufe: + 790.000                                     |
| 2011 | Price Tag Who You Are                                            | DE3 ×3Dreifachgold · (31 Wo.)DE | AT11 (23 Wo.)AT | CH7 Platin · (36 Wo.)CH | UK1 ×3Dreifachplatin · (71 Wo.)UK | US23 ×4Vierfachplatin · (20 Wo.)US | Erstveröffentlichung: 28. Januar 2011 Verkäufe: + 7.790.200; feat. B.o.B                        |
| 2011 | Casualty of Love Who You Are                                     | — | — | — | — | — | Erstveröffentlichung: 15. Februar 2011                                                          |
| 2011 | Nobody’s Perfect Who You Are                                     | DE40 (9 Wo.)DE | AT33 (2 Wo.)AT | CH71 (1 Wo.)CH | UK9 Gold · (25 Wo.)UK | — | Erstveröffentlichung: 25. Februar 2011 Verkäufe: + 607.500                                      |
| 2011 | Who You Are                                                      | — | — | — | UK8 Platin · (22 Wo.)UK | — | Erstveröffentlichung: 25. Februar 2011 Verkäufe: + 830.000                                      |
| 2011 | Who’s Laughing Now Who You Are                                   | — | — | — | UK16 Silber · (16 Wo.)UK | — | Erstveröffentlichung: 28. Februar 2011 Verkäufe: + 260.000                                      |
| 2011 | Domino Who You Are (Platinum Edition)                            | DE22 Gold · (23 Wo.)DE | AT26 (16 Wo.)AT | CH25 Gold · (15 Wo.)CH | UK1 ×2Doppelplatin · (40 Wo.)UK | US6 Platin · (29 Wo.)US | Erstveröffentlichung: 29. August 2011 Verkäufe: + 3.053.000                                     |
| 2012 | Laserlight Who You Are                                           | — | — | — | UK5 Gold · (18 Wo.)UK | — | Erstveröffentlichung: 4. Mai 2012 Verkäufe: + 435.000; feat. David Guetta                       |
| 2012 | Silver Lining (Crazy ’bout You) Silver Linings Playbook          | DE66 (1 Wo.)DE | — | — | UK100 (1 Wo.)UK | — | Erstveröffentlichung: 16. November 2012                                                         |
| 2013 | Wild Alive                                                       | DE12 (11 Wo.)DE | AT34 (8 Wo.)AT | CH46 (6 Wo.)CH | UK5 Gold · (19 Wo.)UK | — | Erstveröffentlichung: 26. Mai 2013 Verkäufe: + 577.500; feat. Dizzee Rascal & Big Sean          |
| 2013 | It’s My Party Alive                                              | — | — | — | UK3 Silber · (13 Wo.)UK | — | Erstveröffentlichung: 6. September 2013 Verkäufe: + 270.000                                     |
| 2013 | Thunder Alive                                                    | — | — | — | UK18 (10 Wo.)UK | — | Erstveröffentlichung: 6. Dezember 2013                                                          |
| 2014 | Bang Bang Sweet Talker • My Everything (Deluxe Edition)          | DE13 Platin · (37 Wo.)DE | AT12 (30 Wo.)AT | CH21 (40 Wo.)CH | UK1 ×3Dreifachplatin · (46 Wo.)UK | US3 Diamant · (31 Wo.)US | Erstveröffentlichung: 29. Juli 2014 Verkäufe: + 15.472.000; mit Ariana Grande feat. Nicki Minaj |
| 2014 | Burnin’ Up Sweet Talker                                          | — | — | — | UK73 (3 Wo.)UK | US86 (6 Wo.)US | Erstveröffentlichung: 23. September 2014 feat. 2 Chainz                                         |
| 2014 | Personal Sweet Talker                                            | — | — | — | — | — | Erstveröffentlichung: 30. September 2014                                                        |
| 2014 | Ain’t Been Done Sweet Talker                                     | — | — | — | — | — | Erstveröffentlichung: 7. Oktober 2014                                                           |
| 2014 | Masterpiece Sweet Talker                                         | DE10 Gold · (23 Wo.)DE | AT9 (13 Wo.)AT | CH9 (13 Wo.)CH | — | US65 (3 Wo.)US | Erstveröffentlichung: 7. Oktober 2014 Verkäufe: + 415.000                                       |
| 2015 | Flashlight Pitch Perfect 2 (O.S.T.)                              | DE38 Gold · (20 Wo.)DE | AT37 (12 Wo.)AT | CH28 (20 Wo.)CH | UK13 Platin · (22 Wo.)UK | US61 (7 Wo.)US | Erstveröffentlichung: 14. April 2015 Verkäufe: + 1.805.000                                      |
| 2015 | Sorry to Interrupt –                                             | — | — | — | — | — | Erstveröffentlichung:24. Juli 2015 mit Jhené Aiko & Rixton                                      |
| 2015 | Man with the Bag This Christmas Day                              | — | — | — | UK70 Silber · (3 Wo.)UK | — | Erstveröffentlichung: 8. November 2015 Verkäufe: + 200.000; Original: Kay Starr                 |
| 2016 | Can’t Take My Eyes Off You x Make Up for Ever –                  | — | — | — | — | — | Erstveröffentlichung: 2. Dezember 2016                                                          |
| 2017 | Real Deal R.O.S.E. – Obsessions                                  | — | — | — | — | — | Erstveröffentlichung: 11. August 2017                                                           |
| 2017 | Think About That R.O.S.E. – Realisations                         | — | — | — | — | — | Erstveröffentlichung: 15. September 2017                                                        |
| 2017 | Not My Ex R.O.S.E. – Obsessions                                  | — | — | — | — | — | Erstveröffentlichung: 6. Oktober 2017                                                           |
| 2017 | Queen R.O.S.E. – Sex                                             | — | — | — | — | — | Erstveröffentlichung: 17. November 2017                                                         |
| 2018 | Love Will Save the World –                                       | — | — | — | — | — | Erstveröffentlichung: 24. August 2018                                                           |
| 2019 | Brave –                                                          | — | — | — | — | — | Erstveröffentlichung: 26. April 2019 mit Don Diablo                                             |
| 2019 | One More Try & Juliet – Original London Cast Recording (Sampler) | — | — | — | — | — | Erstveröffentlichung: 22. November 2019 Original: Jordan Luke Gage & Miriam-Teak Lee            |
| 2021 | I Want Love –                                                    | — | — | — | — | — | Erstveröffentlichung: 11. Juni 2021 Verkäufe: + 20.000                                          |
| Folgende Lieder erschienen nicht als Single, wurden aber durch das Album zum Download und Streaming bereitgestellt und konnten somit eine Platzierung erlangen: |                                                                  | | | | | |                                                                                                 |
| |                                                                  | | | | | |                                                                                                 |
| 2012 | Mamma Knows Best Who You Are                                     | — | — | — | UK59 (1 Wo.)UK | — | Charteinstieg: 7. April 2012                                                                    |
| 2013 | Sexy Lady Alive                                                  | — | — | — | UK22 Silber · (7 Wo.)UK | — | Charteinstieg: 5. Oktober 2013 Verkäufe: + 200.000                                              |

### Als Gastmusikerin
| Jahr | Titel Album                               | Höchstplatzierung, Gesamtwochen, AuszeichnungChartplatzierungen (Jahr, Titel, Album, Platzierungen, Wochen, Auszeichnungen, Anmerkungen) | Höchstplatzierung, Gesamtwochen, AuszeichnungChartplatzierungen (Jahr, Titel, Album, Platzierungen, Wochen, Auszeichnungen, Anmerkungen) | Höchstplatzierung, Gesamtwochen, AuszeichnungChartplatzierungen (Jahr, Titel, Album, Platzierungen, Wochen, Auszeichnungen, Anmerkungen) | Höchstplatzierung, Gesamtwochen, AuszeichnungChartplatzierungen (Jahr, Titel, Album, Platzierungen, Wochen, Auszeichnungen, Anmerkungen) | Höchstplatzierung, Gesamtwochen, AuszeichnungChartplatzierungen (Jahr, Titel, Album, Platzierungen, Wochen, Auszeichnungen, Anmerkungen) | Anmerkungen |
| Jahr | Titel Album                               | DE | AT | CH | UK | US | Anmerkungen |
| --- | ----------------------------------------- | --- | --- | --- | --- | --- | --- |
| 2011 | Up The Awakening                          | DE19 (7 Wo.)DE | AT24 (3 Wo.)AT | CH37 (4 Wo.)CH | UK30 (9 Wo.)UK | — | Erstveröffentlichung: 16. November 2011 James Morrison feat. Jessie J                                          |
| 2012 | Remember Me Alone Together                | — | — | — | UK24 (3 Wo.)UK | — | Erstveröffentlichung: 9. Dezember 2012 Daley feat. Jessie J                                                    |
| 2014 | Calling All Hearts Paradise Royale        | — | — | — | UK6 (6 Wo.)UK | — | Erstveröffentlichung: 18. Februar 2014 DJ Cassidy feat. Robin Thicke & Jessie J                                |
| 2016 | #Wheresthelove –                          | DE— aDE | AT— aAT | CH41 (1 Wo.)CH | UK47 (1 Wo.)UK | — | Erstveröffentlichung: 31. August 2016 The Black Eyed Peas feat. The World                                      |
| 2017 | Bridge over Troubled Water –              | — | AT32 (3 Wo.)AT | CH28 (2 Wo.)CH | UK1 Gold · (5 Wo.)UK | — | Erstveröffentlichung: 21. Juni 2017; mit Artists for Grenfell Verkäufe: + 400.000; Original: Simon & Garfunkel |
| 2023 | Heaven Bound –                            | — | — | — | — | — | Erstveröffentlichung: 17. März 2023 Louis York feat. Jessie J                                                  |
| Folgende Lieder erschienen nicht als Single, wurden aber durch das Album zum Download und Streaming bereitgestellt und konnten somit eine Platzierung erlangen: |                                           | | | | | | |
| |                                           | | | | | | |
| 2013 | Do You Hear What I Hear? A Mary Christmas | — | — | — | UK59 (1 Wo.)UK | — | Charteinstieg: 7. Dezember 2013 Mary J. Blige feat. Jessie J                                                   |

## Musikvideos
| Jahr | Titel                                         | Regie                            |
| ---- | --------------------------------------------- | -------------------------------- |
| 2010 | Do It Like a Dude                             | Emil Nava                        |
| 2011 | Price Tag                                     | Emil Nava                        |
| 2011 | Nobody’s Perfect                              | Emil Nava                        |
| 2011 | Who’s Laughing Now                            | Emil Nava                        |
| 2011 | Up                                            | Leanne Stott                     |
| 2011 | Domino                                        | Ray Kay                          |
| 2011 | Who You Are                                   | Emil Nava                        |
| 2012 | Laserlight                                    | Emil Nava                        |
| 2012 | Silver Lining (Crazy ’bout You)               | Andrew Logan                     |
| 2013 | Wild                                          | Emil Nava                        |
| 2013 | It’s My Party                                 | Emil Nava                        |
| 2013 | Thunder                                       | Emil Nava                        |
| 2014 | Calling All Hearts                            | Director X.                      |
| 2014 | Bang Bang                                     | Hannah Lux Davis                 |
| 2014 | Burnin’ Up                                    | Hannah Lux Davis                 |
| 2014 | Masterpiece                                   | Tabitha Denholm                  |
| 2015 | Flashlight                                    | Hannah Lux Davis                 |
| 2016 | Can’t Take My Eyes Off You X Make Up for Ever | Rankin                           |
| 2017 | Think About That                              | Jessie J, Erik Rojas, Brian Ziff |
| 2017 | Not My Ex                                     | Brian Ziff                       |
| 2018 | Queen                                         | Marc Klasfeld                    |
| 2021 | I Want Love                                   |                                  |

## Autorenbeteiligungen
Liste der Autorenbeteiligungen von Jessie J
| Jahr | Titel Interpretation            | Anmerkungen                             |
| ---- | ------------------------------- | --------------------------------------- |
| 2009 | Party in the U.S.A. Miley Cyrus | Erstveröffentlichung: 28. August 2009   |
| 2009 | Move Lisa Lois                  | Erstveröffentlichung: 27. November 2009 |
| 2009 | Owe It All to You Lisa Lois     | Erstveröffentlichung: 27. November 2009 |
| 2009 | I Need This Chris Brown         | Erstveröffentlichung: 4. Dezember 2009  |
| 2011 | V.I.P. Koda Kumi                | Erstveröffentlichung: 17. August 2011   |
| 2015 | Clued Up Little Mix             | Erstveröffentlichung: 6. November 2015  |
| 2016 | Free LaGaylia Frazier           | Erstveröffentlichung: 22. Januar 2016   |
| 2018 | Got Me Going Koda Kumi          | Erstveröffentlichung: 28. Februar 2018  |

Jessie J als Autorin in den Charts

| Jahr | Titel Interpretation            | Höchstplatzierung, Gesamtwochen, AuszeichnungChartplatzierungen (Jahr, Titel, Interpretation, Platzierungen, Wochen, Auszeichnungen, Anmerkungen) | Höchstplatzierung, Gesamtwochen, AuszeichnungChartplatzierungen (Jahr, Titel, Interpretation, Platzierungen, Wochen, Auszeichnungen, Anmerkungen) | Höchstplatzierung, Gesamtwochen, AuszeichnungChartplatzierungen (Jahr, Titel, Interpretation, Platzierungen, Wochen, Auszeichnungen, Anmerkungen) | Höchstplatzierung, Gesamtwochen, AuszeichnungChartplatzierungen (Jahr, Titel, Interpretation, Platzierungen, Wochen, Auszeichnungen, Anmerkungen) | Höchstplatzierung, Gesamtwochen, AuszeichnungChartplatzierungen (Jahr, Titel, Interpretation, Platzierungen, Wochen, Auszeichnungen, Anmerkungen) | Anmerkungen                                                  |
| Jahr | Titel Interpretation            | DE | AT | CH | UK | US | Anmerkungen                                                  |
| ---- | ------------------------------- | --- | --- | --- | --- | --- | ------------------------------------------------------------ |
| 2009 | Party in the U.S.A. Miley Cyrus | DE— PlatinDE | AT30 (17 Wo.)AT | CH41 (21 Wo.)CH | UK11 ×3Dreifachplatin · (17 Wo.)UK | US2 ×4Diamant + Vierfachplatin · (28 Wo.)US | Erstveröffentlichung: 11. August 2009 Verkäufe: + 18.190.000 |

## Promoveröffentlichungen
| Jahr | Titel Album                                                         | Anmerkungen                                                                           |
| ---- | ------------------------------------------------------------------- | ------------------------------------------------------------------------------------- |
| 2011 | Abracadabra Who You Are                                             | Erstveröffentlichung: 2011                                                            |
| 2011 | Stand Up Who You Are                                                | Erstveröffentlichung: 2011                                                            |
| 2014 | You Don’t Really Know Me Sweet Talker (Deluxe Edition)              | Erstveröffentlichung: 20. November 2014                                               |
| 2015 | You’ve Lost That Lovin’ Feelin’ –                                   | Erstveröffentlichung: 9. Februar 2015 mit Tom Jones; Original: The Righteous Brothers |
| 2016 | Grease (Is the Word) Grease Live! – Music from the Television Event | Erstveröffentlichung: 22. Januar 2016 mit Grease Live Cast; Original: Frankie Valli   |

## Sonderveröffentlichungen

### Alben
| Jahr | Titel Musiklabel                                  | Anmerkungen                                                           |
| ---- | ------------------------------------------------- | --------------------------------------------------------------------- |
| 2010 | Spotify Exclusive Session Lava Records (UMG)      | Erstveröffentlichung: 2010 Teil der „Spotify-Exclusive-Session“-Reihe |
| 2011 | Auf den Dächern: Jessie J Lava Records (UMG)      | Erstveröffentlichung: 2011 Teil der „Auf-den-Dächern“-Reihe           |
| 2011 | Energy Live Sessions: Jessie J Lava Records (UMG) | Erstveröffentlichung: 2011 Teil der „Energy-Live-Sessions“-Reihe      |
| 2012 | iTunes Festival: 2012 Lava Records (UMG)          | Erstveröffentlichung: 14. Oktober 2012 iTunes-Exclusive               |

| Jahr | Titel Musiklabel                                   | Anmerkungen                                                            |
| ---- | -------------------------------------------------- | ---------------------------------------------------------------------- |
| 2021 | Women to the Front: Jessie J Universal Music (UMG) | Erstveröffentlichung: 8. März 2021 Teil der „Women-to-the-Front“-Reihe |

### Lieder
| Jahr | Titel Album                               | Anmerkungen                                                            |
| ---- | ----------------------------------------- | ---------------------------------------------------------------------- |
| 2010 | Love Shine Down Olly Murs                 | Erstveröffentlichung: 26. November 2010 Olly Murs feat. Jessie J       |
| 2011 | Repeat Nothing but the Beat               | Erstveröffentlichung: 26. August 2011 David Guetta feat. Jessie J      |
| 2011 | Up The Awakening                          | Erstveröffentlichung: 23. September 2011 James Morrison feat. Jessie J |
| 2012 | Remember Me Alone Together                | Erstveröffentlichung: 6. November 2012 Daley feat. Jessie J            |
| 2012 | Get Here The Golden Age of Song           | Erstveröffentlichung: 29. November 2012 Jools Holland feat. Jessie J   |
| 2013 | We Don’t Play Around The Fifth            | Erstveröffentlichung: 5. Juli 2013 Dizzee Rascal feat. Jessie J        |
| 2013 | Do You Hear What I Hear? A Mary Christmas | Erstveröffentlichung: 11. Oktober 2013 Mary J. Blige feat. Jessie J    |
| 2014 | Cruisin’ Smokey & Friends                 | Erstveröffentlichung: 29. August 2014 Smokey Robinson feat. Jessie J   |
| 2020 | Once in a While Operation: Wake Up        | Erstveröffentlichung: 18. Dezember 2020 Mike Posner feat. Jessie J     |
| 2020 | Weaponry Operation: Wake Up               | Erstveröffentlichung: 18. Dezember 2020 Mike Posner feat. Jessie J     |

| Jahr | Titel Album | Anmerkungen                                                                                 |
| ---- | --- | ------------------------------------------------------------------------------------------- |
| 2011 | I Wanna Dance with Somebody (Live) Dermot O’Leary Presents the Saturday Sessions 2011                                                             | Erstveröffentlichung: 7. November 2011 Original: Whitney Houston                            |
| 2012 | Medley: Price Tag / Written in the Stars / Dynamite A Symphony of British Music – Music for the Closing Ceremony of the London 2012 Olympic Games | Erstveröffentlichung: 13. August 2012 mit Taio Cruz & Tinie Tempah                          |
| 2012 | We Will Rock You A Symphony of British Music – Music for the Closing Ceremony of the London 2012 Olympic Games                                    | Erstveröffentlichung: 13. August 2012 Queen feat. Jessie J                                  |
| 2012 | You Should Be Dancing A Symphony of British Music – Music for the Closing Ceremony of the London 2012 Olympic Games                               | Erstveröffentlichung: 13. August 2012 The Bee Gees feat. Jessie J, Taio Cruz & Tinie Tempah |
| 2012 | Domino (Live at BBC Radio 1) BBC Radio 1’s Live Lounge 2012                                                                                       | Erstveröffentlichung: 29. Oktober 2012                                                      |
| 2015 | Part of Your World We Love Disney | Erstveröffentlichung: 30. Oktober 2015 Original: Jodi Benson                                |
| 2016 | Grease (Is the Word) Grease Live! – Music from the Television Event                                                                               | Erstveröffentlichung: 31. Januar 2016 mit Grease Live Cast; Original: Frankie Valli         |
| 2019 | One More Try & Juliet – Original London Cast Recording                                                                                            | Erstveröffentlichung: 22. November 2019 Original: Jordan Luke Gage & Miriam-Teak Lee        |
| 2020 | Bang Bang (Live at Together at Home) Together at Home – The Album                                                                                 | Erstveröffentlichung: 19. April 2020                                                        |
| 2020 | Flashlight (Live at Together at Home) Together at Home – The Album                                                                                | Erstveröffentlichung: 19. April 2020                                                        |

| Jahr | Titel Soundtrack                                             | Anmerkungen                                                               |
| ---- | ------------------------------------------------------------ | ------------------------------------------------------------------------- |
| 2012 | Silver Lining (Crazy ’bout You) Silver Linings               | Erstveröffentlichung: 19. November 2012                                   |
| 2013 | Hero Kick-Ass 2                                              | Erstveröffentlichung: 13. August 2013                                     |
| 2013 | Magnetic Chroniken der Unterwelt – City of Bones             | Erstveröffentlichung: 20. August 2013                                     |
| 2014 | Price Tag Gimme Shelter                                      | Erstveröffentlichung: 29. April 2014 feat. B.o.B                          |
| 2015 | Flashlight Pitch Perfect 2                                   | Erstveröffentlichung: 8. Mai 2015                                         |
| 2015 | Bang Bang Pitch Perfect 2                                    | Erstveröffentlichung: 28. August 2015 mit Ariana Grande feat. Nicki Minaj |
| 2018 | I Got You (I Feel Good) Fifty Shades of Grey – Befreite Lust | Erstveröffentlichung: 9. Februar 2018 Verkäufe: + 20.000                  |

### Videoalben
| Jahr | Titel Musiklabel                                          | Anmerkungen                                                                   |
| ---- | --------------------------------------------------------- | ----------------------------------------------------------------------------- |
| 2011 | Live from London Shepherds Bush Empire Lave Records (UMG) | Erstveröffentlichung: 11. November 2011 Teil von Who You Are (Deluxe Edition) |

## Statistik

### Chartauswertung
Die folgenden Aufstellungen bieten eine Übersicht der Charterfolge von Jessie J in den Album- und Singlecharts. Es ist zu beachten, dass bei den Singles nur Interpretationen und keine Autorenbeteiligungen berücksichtigt wurden.
|                     | DE    | AT    | CH    | UK    | US    |
| ------------------- | ----- | ----- | ----- | ----- | ----- |
| Nummer-eins-Alben   | DE—DE | AT—AT | CH—CH | UK—UK | US—US |
| Top-10-Alben        | DE—DE | AT—AT | CH—CH | UK3UK | US1US |
| Alben in den Charts | DE3DE | AT3AT | CH3CH | UK3UK | US2US |

|                       | DE     | AT     | CH     | UK     | US    |
| --------------------- | ------ | ------ | ------ | ------ | ----- |
| Nummer-eins-Singles   | DE—DE  | AT—AT  | CH—CH  | UK4UK  | US—US |
| Top-10-Singles        | DE2DE  | AT1AT  | CH2CH  | UK11UK | US2US |
| Singles in den Charts | DE10DE | AT10AT | CH10CH | UK23UK | US6US |

### Auszeichnungen für Musikverkäufe
| Land/RegionAuszeichnungen für Musikverkäufe (Land/Region, Auszeichnungen, Verkäufe, Quellen) | Silber     | Gold       | Platin         | Diamant     | Verkäufe    | Quellen                                                                                  |
| -------------------------------------------------------------------------------------------- | ---------- | ---------- | -------------- | ----------- | ----------- | ---------------------------------------------------------------------------------------- |
| Australien (ARIA)                                                                            | —          | 2× Gold2   | 44× Platin44   | —           | 3.150.000   | aria.com.au                                                                              |
| Belgien (BRMA)                                                                               | —          | Gold1      | —              | —           | 15.000      | ultratop.be                                                                              |
| Brasilien (PMB)                                                                              | —          | 3× Gold3   | 13× Platin13   | 7× Diamant7 | 2.580.000   | pro-musicabr.org.br                                                                      |
| Dänemark (IFPI)                                                                              | —          | 3× Gold3   | 9× Platin9     | —           | 605.000     | ifpi.dk                                                                                  |
| Deutschland (BVMI)                                                                           | —          | 5× Gold5   | 3× Platin3     | —           | 1.800.000   | musikindustrie.de                                                                        |
| Europa (IFPI)                                                                                | —          | —          | Platin1        | —           | (1.000.000) | ifpi.org (Memento vom 1. Januar 2014 im Internet Archive)                                |
| Frankreich (SNEP)                                                                            | —          | —          | —              | —           | 188.200     | Einzelnachweise                                                                          |
| Indonesien (ASIRI)                                                                           | —          | Gold1      | —              | —           | 10.000      | Einzelnachweise                                                                          |
| Irland (IRMA)                                                                                | —          | —          | 2× Platin2     | —           | 30.000      | irishcharts.ie                                                                           |
| Italien (FIMI)                                                                               | —          | 2× Gold2   | 4× Platin4     | —           | 270.000     | fimi.it                                                                                  |
| Japan (RIAJ)                                                                                 | —          | 3× Gold3   | —              | —           | 200.000     | riaj.or.jp JP2                                                                           |
| Kanada (MC)                                                                                  | —          | —          | 10× Platin10   | —           | 800.000     | musiccanada.com                                                                          |
| Neuseeland (RMNZ)                                                                            | —          | 2× Gold2   | 23× Platin23   | —           | 570.000     | aotearoamusiccharts.co.nz NZ2 (Memento vom 14. Oktober 2008 im Internet Archive) NZ3 NZ4 |
| Norwegen (IFPI)                                                                              | —          | —          | 7× Platin7     | —           | 420.000     | ifpi.no                                                                                  |
| Philippinen (PARI)                                                                           | —          | —          | 4× Platin4     | —           | 60.000      | Einzelnachweise                                                                          |
| Polen (ZPAV)                                                                                 | —          | —          | 4× Platin4     | —           | 200.000     | olis.pl                                                                                  |
| Portugal (AFP)                                                                               | —          | —          | Platin1        | —           | 10.000      | Einzelnachweise                                                                          |
| Schweden (IFPI)                                                                              | —          | 2× Gold2   | 7× Platin7     | —           | 480.000     | sverigetopplistan.se                                                                     |
| Schweiz (IFPI)                                                                               | —          | Gold1      | Platin1        | —           | 45.000      | hitparade.ch                                                                             |
| Singapur (RIAS)                                                                              | —          | —          | Platin1        | —           | 10.000      | rias.org.sg                                                                              |
| Spanien (Promusicae)                                                                         | —          | 2× Gold2   | 5× Platin5     | —           | 300.000     | elportaldelmusicas.es                                                                    |
| Ungarn (MAHASZ)                                                                              | —          | Gold1      | —              | —           | 2.000       | slagerlistak.hu                                                                          |
| Vereinigte Staaten (RIAA)                                                                    | —          | —          | 10× Platin10   | 2× Diamant2 | 30.000.000  | riaa.com                                                                                 |
| Vereinigtes Königreich (BPI)                                                                 | 4× Silber4 | 6× Gold6   | 18× Platin18   | —           | 12.650.000  | bpi.co.uk                                                                                |
| Insgesamt                                                                                    | 4× Silber4 | 34× Gold34 | 167× Platin167 | 9× Diamant9 |             |                                                                                          |